# Cordéac
Cordéac korábbi község (település) Franciaországban, Isère megyében. 2017. január 1-jén Saint-Sébastien községgel egyesült és Châtel-en-Trièves új község része lett.
Lakosainak száma 210 fő (2018. január 1.). Cordéac Saint-Sébastien, La Salle-en-Beaumont, Mens, Pellafol, Quet-en-Beaumont, Saint-Baudille-et-Pipet és Ambel községekkel határos.

## Népesség
A település népességének változása:
| Lakosok száma | 209  | 168  | 155  | 184  | 193  | 205  | 213  | 200  | 191  | 210  |
|               | 1968 | 1975 | 1982 | 1990 | 1999 | 2011 | 2013 | 2015 | 2017 | 2018 |